# Nebojša Slijepčević

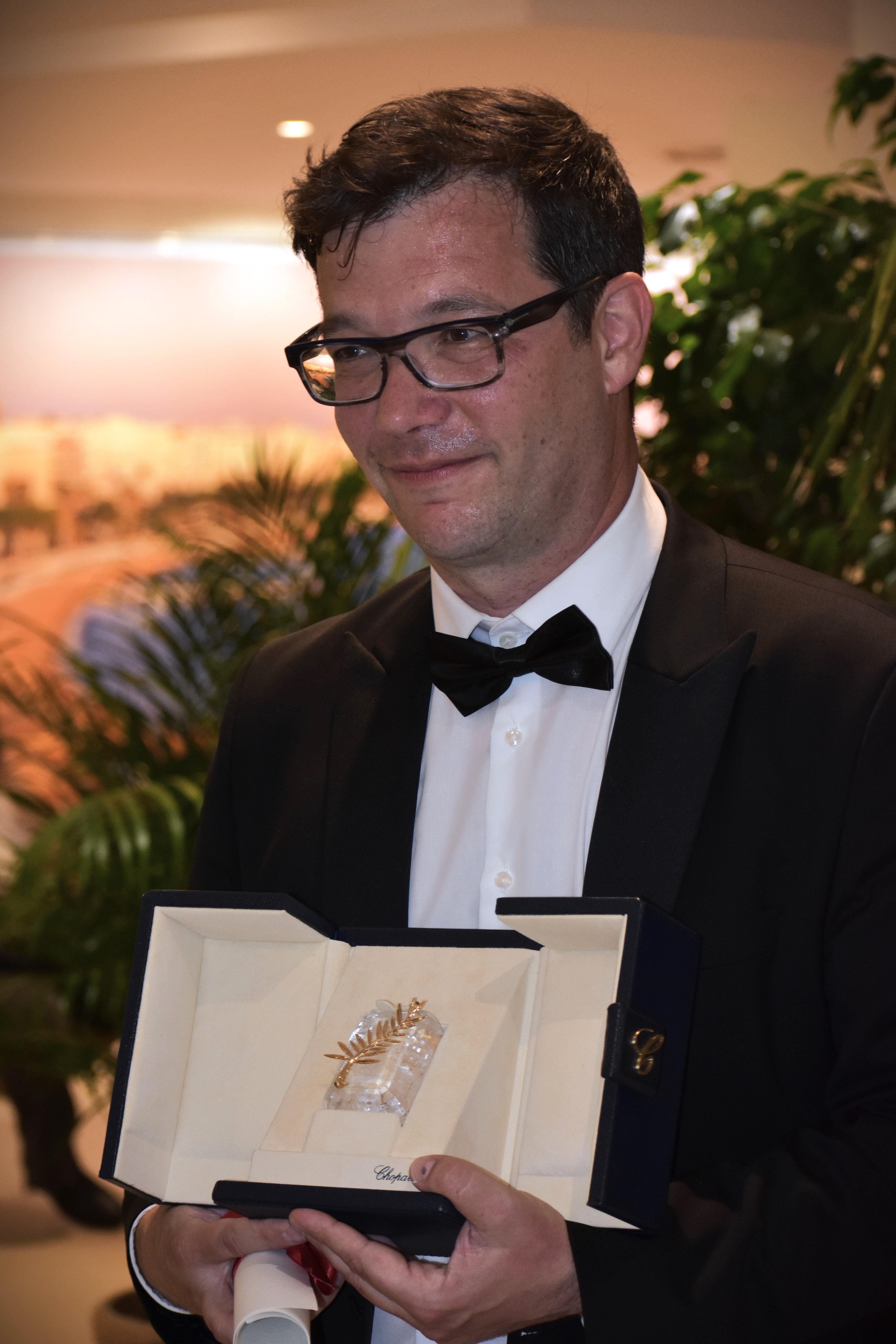
Nebojša Slijepčević, 2024

Nebojša Slijepčević (* 1973 in Zagreb, Jugoslawien) ist ein kroatischer Filmregisseur und Drehbuchautor.

## Leben und Wirken
Slijepčević studierte an der Universität Zagreb Psychologie und Film- und Fernsehregie, worin er 2005 seinen Abschluss machte. Als Regisseur produzierte er zahlreiche Dokumentarfilme wie Srbenka, Gangster of Love, Something about Life, Real Man’s Film, In 4 Years und Of Cows and People. Für seine Filme erhielt er zahlreiche Auszeichnungen, unter anderem vier Preise beim Sarajevo Film Festival. Dreimal wurden seine Fernsehdokumentationen für den Prix Europa nominiert, sein Film Srbenka schaffte es zudem auch auf die Shortlist für den Europäischen Filmpreis.
2019 wurde Slijepčević mit dem Vladimir-Nazor-Preis ausgezeichnet, der jährlich für bedeutende Leistungen im Film vom kroatischen Kulturministerium verliehen wird.
Slijepčević ist außerdem als Dozent an der Schule für Dokumentarfilm in Zagreb tätig.
2024 veröffentlichte Slijepčević den Kurzfilm Der Mann, der nicht schweigen wollte, der vom Massaker von Štrpci handelt. Bei dem Film führte er Regie und verfasste das Drehbuch. Bei den Internationalen Filmfestspielen von Cannes 2024, wo der Film Premiere feierte, wurde er mit der Goldenen Palme für den besten Kurzfilm ausgezeichnet. Außerdem wurde er bei der Oscarverleihung 2025 in der Kategorie Bester Kurzfilm nominiert.

## Filmografie (Auswahl)
- 2009: Samar (Kurzfilm)
- 2012: Muski film (Kurzfilm)
- 2013: Gangster of Love
- 2013: Kutija (Kurzfilm)
- 2016: Pravda (Kurzfilm)
- 2016: Nesto o zivotu (Kurzfilm)
- 2018: Srbenka
- 2021: Kolazi o lazi (Fernsehserie, 4 Folgen)
- 2022: Banjia (Kurzfilm)
- 2024: Der Mann, der nicht schweigen konnte (Čovjek koji nije mogao šutjeti) (Kurzfilm)